# Thiepine
Thiepine is een heterocyclische organische verbinding met als brutoformule C6H6S.

## Structuur en eigenschappen

### Stabiliteit
De structuur van thiepine bestaat uit een onverzadigde zevenring, waarbij één koolstofatoom is vervangen een zwavelatoom. Het is een relatief onstabiele verbinding, maar kan door middel van substituenten gestabiliseerd worden. Het meest gebruikte stabiliserend substituent is een tert-butylgroep. Zo bezit 2,7-di-tert-butylthiepine een beduidend langere halfwaardetijd (365 uur) dan thiepine. Ook substituenten op koolstofatoom 3 en 6 werken stabiliserend. Indien er op koolstofatoom 4 en 5 tegelijk gesubstitueerd wordt, leidt dit tot sterische hindering en destabilisatie van de ringstructuur.

### Aromaticiteit
Thiepine bezit een pi-elektronsysteem met 8 elektronen, dat dus niet voldoet aan de regel van Hückel. Bovendien is de structuur niet vlak, maar min of meer kuipvormig. Thiepine is bijgevolg een niet-aromatische verbinding.

### Omzetting naar benzeen
Thiepine en thiepine-derivaten kunnen het zwavelatoom afsplitsen om zo benzeen of benzeenderivaten te vormen:

## Toepassingen
Thiepine en diens derivaten worden voornamelijk verwerkt in geneesmiddelen. Voorbeelden zijn het antidepressivum dosulepine en het antipsychoticum zotepine.